# بلو مون
بلو مون هي مركبة شحن روبوتية فضائية تم تصميمها من قبل شركة بلو أوريجين لحمل وإرسال البضائع إلى القمر.من المخطط إطلاق أول رحلة لها في 2024.